# Ernesto Sabato
Ernesto Roque Sabato (Rojas, 24 giugno 1911 – Santos Lugares, 30 aprile 2011) è stato uno scrittore argentino.

## Biografia
Sabato nacque e crebbe a Rojas, nella provincia di Buenos Aires, decimo degli undici figli di due immigrati italiani originari della Calabria (il padre, Francesco Sabato, era nativo di Fuscaldo, mentre la madre, Giovanna Maria Ferrari, era un'arbëreshë nativa di San Martino di Finita, entrambi comuni della provincia di Cosenza); Sabato, chiamato "Ernesto" in omaggio al suo nono fratello deceduto prematuramente proprio pochi mesi prima dalla sua nascita, venne educato in seno ad una famiglia severa e rigidissima. Terminata la scuola elementare nella città natía, frequentò la scuola secondaria nel Colegio Nacional di La Plata, dove conobbe il rinomato filologo e critico letterario dominicano Pedro Henríquez Ureña, all'epoca docente presso l'Istituto, che - come da lui più volte affermato - seppe indirizzare i suoi interessi nell'ambito della letteratura.
Nel 1929 si iscrisse alla Facoltà di Scienze fisico-matematiche dell'Università Nazionale di La Plata, dove si distinse anche in qualità di militante del movimento politico di sinistra conosciuto come Reforma Universitaria. Successivamente, nel 1933, fondò il Grupo Insurrexit, venendo inoltre eletto, in quello stesso anno, segretario generale della federazione giovanile comunista; durante un corso sul marxismo, conobbe Matilde Kusminsky Richter, una studentessa di 17 anni, che abbandonò la casa dei suoi genitori per andare a vivere con lui.
Nel 1934 cominciò ad avere dubbi sul comunismo e la dittatura di Stalin. Il partito, che avvertì questo cambiamento, decise di mandarlo alle scuole leniniste di Mosca, un luogo dove, secondo le parole di Sabato: "o si «guariva» o si finiva in un gulag o in un ospedale psichiatrico". Il 25 maggio del 1938 nacque il suo primo figlio, Jorge Federico.
Dopo aver conseguito il dottorato in fisica e seguito i corsi di filosofia, si recò a Parigi dove rimase per due anni verso la fine degli anni Trenta, interrotti da un breve soggiorno in Argentina, due anni decisivi prima della guerra in cui condusse una doppia vita: assisté ai corsi della Sorbona e lavorò come ricercatore sulle radiazioni atomiche presso il Laboratorio Curie a fianco d'Irène e Frédéric Joliot-Curie; di sera frequentò a Montparnasse i poeti surrealisti di cui aveva fatto conoscenza.
Ritornato definitivamente in Argentina, proseguì con i suoi lavori sulla relatività. Nel 1940 insegnò all'università di La Plata e nel 1945 abbandonò definitivamente le scienze fisiche per dedicarsi esclusivamente alla letteratura e alla pittura. Si stabilì nei dintorni di Pantanillo, nella provincia di Córdoba, in un ranch senza acqua e luce. Alla fine della seconda guerra mondiale, nacque il suo secondo figlio, Mario Sabato.
Svolse un ruolo importante nella storia argentina post-golpista, prevelantemente durante il governo di Raúl Alfonsín, in quanto fondatore e primo presidente della CONADEP, la Commissione che si occupò delle ricerche e delle denunce relative ai desaparecidos della dittatura militare del 1976-1983 e che produsse il corposo dossier Nunca más (Mai più). Nel 1999 acquisì la cittadinanza italiana, oltre a quella argentina di nascita. Morì nel 2011, a 99 anni, a causa di una bronchite.

## Carriera letteraria
Ha scritto varie opere di saggistica sull'uomo e la crisi del nostro tempo e sulle motivazioni dell'attività letteraria, e i tre romanzi Il tunnel (1948, trad. italiana 1967), Sopra eroi e tombe (1961, trad. italiana 1964) e L'angelo dell'abisso (1973 trad. it 1977). Solo di recente in Italia ha assunto — con la traduzione del suo libro di memorie Prima della fine (Antes del fin, del 1998) — il ruolo che gli spetta nella letteratura mondiale.

## Opere

### Romanzi
- Il tunnel (El túnel), 1948 ; prima ed. italiana 1967 Feltrinelli trad. Paolo Vita-Finzi
- Sopra eroi e tombe (Sobre héroes y tumbas), 1961
- L'angelo dell'abisso (Abaddón el exterminador), 1974

### Saggi
- Uno y el universo (1945)
- Hombres y engranajes (1951)
- Heterodoxia (1953)
- El caso Sabato. Torturas y libertad de prensa. Carta abierta al general Aramburu (1956)
- El otro rostro del peronismo (1956)
- El escritor y sus fantasmas (1963)
- Tango, discusión y clave (1963)
- Romance de la muerte de Juan Lavalle. Cantar de Gesta (1966), libro-disco.
- Significado de Pedro Henríquez Ureña (1967)
- Aproximación a la literatura de nuestro tiempo: Robbe-Grillet, Borges, Sartre (1968)
- La cultura en la encrucijada nacional (1973)
- Diálogos con Jorge Luis Borges (1976)
- Apologías y rechazos (1979)
- Los libros y su misión en la liberación e integración de la América Latina (1979)
- Nunca más. Informe de la Comisión Nacional sobre la desaparición de personas (1985)
- Entre la letra y la sangre (1988)
- Prima della fine, Antes del fin (1998); prima ed. italiana 2000 Einaudi, trad. Paola Tomasinelli
- La Resistencia (2000)
- España en los diarios de mi vejez (2004)